# Rezerwat przyrody Modrzew Polski w Noskowie
Rezerwat przyrody Modrzew Polski w Noskowie – florystyczny rezerwat przyrody położony w gminie Czerniejewo, powiecie gnieźnieńskim (województwo wielkopolskie).
Powierzchnia: 1,044 ha (akt powołujący podawał 1,00 ha).
Został utworzony w 1954 roku w celu ochrony drzewostanu sosnowego z udziałem modrzewia polskiego (Larix polonica).

## Podstawa prawna
- Zarządzenie Ministra Leśnictwa z dnia 5 listopada 1954 r. w sprawie uznania za rezerwat przyrody M.P. z 1954 r. nr 114, poz. 1637
- Zarządzenie Regionalnego Dyrektora Środowiska w Poznaniu z dnia 5 lipca 2016 r. w sprawie rezerwatu przyrody „Modrzew Polski w Noskowie”